# Мезовірш
Мезовірш (від грец. μέσος — «середній» та лат. versus — «повтор, поворот»), також мезостих (від грец. μέσος — «середній» та грец. στίξ (στιχός) — «віршовий рядок») — вірш, у якому серединні літери приховують певне слово або речення, розглядається як різновид акростиха. Як правило, закодоване слово чи речення у мезовірші складене певними за порядком літерами, читати які слід по вертикалі зверху вниз або навпаки. Рідше, закодоване слово може бути утворене поєднанням двох сусідніх слів у рядку. В новітній українській поезії мезовірш вживають рідко.
Приклад мезовірша, у якому закодоване ім'я Людмила:
|                        | Щоб зараз же тебе пізнав люд! Мила І гарна ти, що й кращої нема, І між людьми ласкавіша всіма, Нехай же буду я твоїм поетом: Я з Музою — зберем ми сили всі, І впевним люд ми лагідним сонетом, Що вмієм віддавати честь красі! |
| — Володимир Самійленко | |